# 希爾克雷斯特 (伊利諾伊州道格拉斯縣)
希爾克雷斯特（英語：Hillcrest）是位於美國伊利諾伊州道格拉斯縣的一個非建制地區。該地的面積和人口皆未知。

## 地理
希爾克雷斯特的座標為39°47′08″N 88°16′47″W / 39.78556°N 88.27972°W，而該地的平均海拔高度為198米（即650英尺）。